# Neoperla jacobsoni
Neoperla jacobsoni är en bäcksländeart som beskrevs av František Klapálek 1910. Neoperla jacobsoni ingår i släktet Neoperla och familjen jättebäcksländor. Inga underarter finns listade i Catalogue of Life.